# Petteri Lehto
Petteri Lehto (* 13. März 1961 in Turku) ist ein ehemaliger finnischer Eishockeyspieler, der in seiner aktiven Zeit von 1978 bis 1990 unter anderem für die Pittsburgh Penguins in der National Hockey League gespielt hat. 

## Karriere
Petteri Lehto begann seine Karriere als Eishockeyspieler in seiner Heimatstadt in der Nachwuchsabteilung von TPS Turku, für dessen Profimannschaft er in den Playoffs der Saison 1978/79 sein Debüt in der SM-liiga gab. Anschließend spielte er ein Jahr lang für das kanadische Juniorenteam Melville Millionaires in der Saskatchewan Junior Hockey League. Daraufhin kehrte der Verteidiger nach Finnland zurück, wo er je ein Jahr lang für seinen Heimatverein TPS Turku und Lukko Rauma in der SM-liiga auf dem Eis stand. Von 1982 bis 1984 lief er erneut für TPS Turku auf, wobei er in der Saison 1983/84 parallel zu einigen Einsätzen für die finnische Nationalmannschaft kam, das zur Vorbereitung auf die Olympischen Spiele in Sarajevo in der SM-liiga antrat.
Im Juli 1984 unterschrieb Lehto einen Vertrag als Free Agent bei den Pittsburgh Penguins, für die er in der Saison 1984/85 in sechs Spielen in der National Hockey League auf dem Eis stand. Den Großteil der Spielzeit verbrachte er allerdings bei deren Farmteam Baltimore Skipjacks in der American Hockey League. Von 1985 bis 1987 spielte der Linksschütze erneut für TPS Turku, ehe er sich für die Saison 1987/88 dessen Ligarivalen KalPa Kuopio anschloss. In den Spielzeiten 1988/89 und 1989/90 wurde er mit TPS Turku jeweils Finnischer Meister. Anschließend beendete er bereits im Alter von 29 Jahren seine Karriere und wurde Scout in der NHL bei den Colorado Avalanche.

### International
Für Finnland nahm Lehto im Juniorenbereich an der U18-Junioren-Europameisterschaft 1979 teil. im Seniorenbereich stand er im Aufgebot seines Landes bei den Olympischen Winterspielen 1984 in Sarajevo, bei denen er in sechs Spielen je zwei Tore und zwei Vorlagen erzielte. 

## Erfolge und Auszeichnungen
- 1989 Finnischer Meister mit TPS Turku
- 1990 Finnischer Meister mit TPS Turku

## Persönliches
Sein Bruder Joni war ebenfalls ein professioneller Eishockeyspieler.    Sein Sohn Leo, spielte in der Kolmonen für den FC Kiffen 08 Helsinki Fußball und in den USA, Soccer an der Northeastern University in Boston.